# Haplochromis eduardianus
Haplochromis eduardianus es una especie de peces de la familia Cichlidae en el orden Perciformes.

## Morfología
La longitud máxima descrita es de 7,9 cm.

## Distribución y hábitat
Se encuentran en África: en los lagos Eduardo y George, así como en el canal de Kazinga.
Vive en agua dulce de zonas de clima tropical, de comportamiento demersal, tanto sobre el barro como en fondos de arena, predominantemente en zonas de la orilla del lago.